# Уго Тоняци
Уго Тоняци (на италиански: Ugo Tognazzi) е италиански актьор.

## Биография
Отавио 'Уго' Тоняци е роден в семейството на инспектор на застрахователна компания. За първи път влиза в театралната сцена на „Доницети ди Бергамо“ на четиригодишна възраст. През 1936 г. на четиринайсет години започва да работи в завода за наденички Negroni. През Втората световна война свири в концертни екипи на фронта. През 1944 г. в Кремона е архивист а от 1945 г. започва да участва на сцената и в театъра.
Неговата филмова кариера започва през 1950 г. във филма на режисьора Марио Матоли „Boys Cadets“. През 1954-1960 г. той се появява с голям успех в телевизионното шоу „Raimondo Vianello“ на италианската телевизия с комични номера и скечове.
Най-важните роли на Тоняци са като Уго в „Голямото плюскане“ на Марко Ферери, Ренато Балди във филмите на Едуар Молинаро „Клетка за екцентрици“ (1978)? „Клетка за екцентрици 2“ (1980) и „Клетка за екцентрици 3“ (1985), Примо Спаджиари в драмата на Бернардо Бертолучи „Трагедията на шута“ (1981).
През 1980-те години работи главно в театъра.
Женен е за актрисата Франка Бетоя (родена през 1936 г.) отглежда две деца. Уго Тоняци умира внезапно в съня си от удар на 27 октомври 1990 г.

## Избрана филмография
| година | филм                         | оригинално заглавие             | роля                          | режисьор                |
| ------ | ---------------------------- | ------------------------------- | ----------------------------- | ----------------------- |
| 1958   | Каква радост да живея        | Che gioia vivere                | Анархист                      |                         |
| 1959   | Довереникът на дамите        | Le Confident de ces dames       | Виконт Чезаре де Корте Бианка | Жан Бойер               |
| 1963   | Ро.Го.Па.Г.                  | Ro.Go.Pa.G.                     | Тони                          | Уго Грегорети           |
| 1963   | Чудовища                     | I Mostri                        |                               | Дино Ризи               |
| 1964   | Антисекс                     | Controsesso                     | Професорът                    | Марко Ферери            |
| 1964   | Комплекси                    | I complessi                     | Професорът Гилдо Беози        | Франко Роси             |
| 1967   | Харем                        | L'harem                         | себе си                       | Марко Ферери            |
| 1969   | Кочина                       | Porcile                         | Хердхитце                     | Пиер Паоло Пазолини     |
| 1971   | Аудиенция                    | L'Udienza                       | Аурелиано Диаз                | Марко Ферери            |
| 1971   | В името на италианския народ | In nome del popolo italiano     | Съдия Мариано Бонифаци        | Дино Ризи               |
| 1973   | Голямото плюскане            | La grande abbuffata             | Уго                           | Марко Ферери            |
| 1975   | Приятели мои                 | Amici miei                      | Лело Масчети                  | Марио Моничели          |
| 1977   | Стаята на епископа           | La stanza del vescovo           | Марио Оримбели                | Дино Ризи               |
| 1977   | Новите чудовища              | I nuovi mostri                  | Готвач / Съпругът / Синът     | Еторе Скола / Дино Ризи |
| 1981   | Трагедията на шута           | La Tragedia di un uomo ridiculo | Примо Спаджиари               | Бернардо Бертолучи      |
| 1984   | Приятели мои II              | Amici miei Atto II              | Граф Лело Масчети             | Марио Моничели          |